# Seven Turns
| Recensione                        | Giudizio    |
| --------------------------------- | ----------- |
| AllMusic                          | [ 2 ]       |
| The New Rolling Stone Album Guide | [ 3 ]       |
| Sputnikmusic                      | 3.6 (Great) |
| Piero Scaruffi                    | [ 5 ]       |
| Ondarock                          | [ 6 ]       |
| Dizionario del Pop-Rock           | [ 7 ]       |
| 24.000 dischi                     | [ 8 ]       |

Seven Turns è un album discografico (il loro nono album in studio) dei The Allman Brothers Band, pubblicato dalla casa discografica Epic Records nel luglio del 1990.
La canzone Seven Turns scritta da Dickey Betts fa riferimento a una credenza Navajo secondo la quale ci sono sette momenti nella vita di ognuno in cui si deve prendere una decisione che determinerà il corso della vita. Prendere la strada sbagliata significa scegliere se tornare indietro o rimanere su quella strada inevitabilmente rovinosa.
A distanza di ben nove anni dal loro ultimo album in studio, la The Allman Brothers Band ritorna sulla scena musicale grazie a quest'album, inizialmente pensato come una semplice reunion, anche se conta nuovi elementi come l'ottimo chitarrista Warren Haynes ed il bassista Allen Woody, entrambi accaniti fan del gruppo fin dalla loro adolescenza, per il gruppo inizia un nuovo capitolo di grandi soddisfazioni. 
L'album si piazzò al cinquantatreesimo posto della classifica statunitense Billboard 200.

## Tracce
1. Good Clean Fun – 5:08 (Gregg Allman, Dickey Betts, Johnny Neel)
2. Let Me Ride – 4:37 (Dickey Betts)
3. Low Down Dirty Mean – 5:30 (Dickey Betts, Johnny Neel)
4. Shine It On – 4:52 (Dickey Betts, Warren Haynes)
5. Loaded Dice – 3:29 (Dickey Betts, Warren Haynes)
6. Seven Turns – 5:05 (Dickey Betts)
7. Gambler's Roll – 6:43 (Warren Haynes, Johnny Neel)
8. True Gravity – 7:58 (Dickey Betts, Warren Haynes)
9. It Ain't Over Yet – 4:54 (Doug Crider, Johnny Neel)

## Musicisti
- Gregg Allman - organo (brano: Shine It On)
- Gregg Allman - voce solista (brani: Good Clean Fun, Low Down Dirty Mean, Gambler's Roll e It Ain't Over Yet)
- Gregg Allman - accompagnamento vocale, coro (brano: Seven Turns)
- Dickey Betts - chitarra acustica, chitarra elettrica (national steel body)
- Dickey Betts - voce solista (brani: Let Me Ride e Seven Turns)
- Warren Haynes - chitarra elettrica, chitarra ritmica, chitarra solista, chitarra slide
- Warren Haynes - voce solista (brano: Loaded Dice)
- Warren Haynes - accompagnamento vocale, coro (brani: Good Clean Fun, Shine It On, Seven Turns e It Ain't Over Yet)
- Johnny Neel - pianoforte, wurlitzer, sintetizzatore, armonica (harp)
- Johnny Neel - accompagnamento vocale, coro (brani: Good Clean Fun, Shine It On, Seven Turns e It Ain't Over Yet)
- Allen Woody - basso, basso fretless, basso a 6 corde, basso a 5 corde fretless
- Jaimoe Johanson - batteria, percussioni
- Butch Trucks - batteria, timpani

Ospiti
- Mark Morris - percussioni
- Duane Betts - ruolo non specificato (brano: True Gravity)[11]